# Lavotjkin La-5
Lavotjkin La-5 (Лавочкин Ла-5) är ett sovjetiskt jaktflyg från andra världskriget som vidareutvecklats från modellen LaGG-3. Flygplanet var ett av de mest kapabla sovjetiska jaktflygplanen från denna tid och tillverkades av Lavotjkin.
Planet är den slutgiltiga versionen av LaG-5, där radmotorn från LaGG-3 är ersatt av en väsentligt kraftfullare radialmotor. Huven har ändrats för en bättre sikt runtom. Planet kännetecknas av en puckel på motorhuven vilket beror på att oljekylaren har flyttats till att sitta över motorn. På efterföljaren La-7 är oljekylaren flyttad till undersidan av planet, bakom piloten.
Till skillnad från sin företrädare, kunde den här modellen möta sina tyska kollegor utan att vara i underläge vad gäller manövrering och hastighet, d.v.s. åtminstone på lägre höjder. Produktionen pågick mellan juni 1942 och oktober 1944. Modellen gjorde sin tjänstdebut i stridigheterna vid Kursk-området.
FN-modellen är en lättad version med en mera kraftfull motor som debuterade i mars 1943. Detta är också den typ av La-5 som tillverkats i störst antal. Det tillverkades även en liten serie träningsmodeller av planet, La-5 UTI (från augusti 1943 och framåt) med dubbelkommando och plats för flygläraren.
Flygplanet tillverkades i 9 920 exemplar.

## Användare
- Tjeckoslovakien
- Sovjetunionen